# Maria Pekli
Maria Pekli, född den 12 juni 1972 i Baja, Ungern, är en ungersk och därefter australisk judoutövare.
Hon tog OS-brons i damernas lättvikt i samband med de olympiska judotävlingarna 2000 i Sydney.